# Centaurea ibn-tattoui
Centaurea ibn-tattoui — вид квіткових рослин айстрових (Asteraceae). Ендемік пн.-сх. Марокко.

## Морфологічна характеристика
Це багаторічник 30—70 см заввишки. Стебла прямовисні, гіллясті. Молода рослина вкрита густими залозистими волосками, які з віком швидко зникають (на жилках листя залишаються лише рідкісні короткі залозисті волоски). Листя чергове, зелене, з центральною жилкою від біло-жовтого до зеленого кольору. Прикореневі та нижні стеблові листки розміром 10–22 × 1,5–3 см (включно з черешком), зменшуються від основи до вершини, ліроподібно-перистороздільні або ліроподібно-перистороздільні, з довгастими, ланцетними або яйцювато-ланцетними часточками, з краями цільними або рідкозубчасті. Верхні листки цілокраї, вузьколанцетні, сидячі. Квіткові голови кінцеві й одиночні. Обгортки 12–25 × 13–24 мм, кулясті. Квітки темно-жовті, 16—22 мм завдовжки. Сім'янки сірувато-білі, 4,3—5,2 × 2—2,4 мм. Папус дворядний, зовнішній завиток із щетинок довжиною 5–7,5 мм, нерівний, коричневий (іноді фіолетовий у дистальній частині), внутрішній із щетинками 1–1,5 мм, білий.